# Championnat du Chili de football 1933
Navigation
Saison suivante
La saison 1933 du Championnat du Chili de football est la toute première édition du championnat de première division au Chili. Les huit clubs participants, tous membres de la Asociación de Football de Santiago, sont regroupés au sein d'une poule unique où ils ne s'affrontent qu'une seule fois au cours de la saison. À la fin de la compétition, il n'y a pas de relégation et quatre clubs de Segunda Division, la deuxième division chilienne, sont promus afin de faire passer le championnat à douze clubs.
C'est le club de Deportes Magallanes qui remporte cette première édition, après avoir battu lors de la finale nationale Colo Colo, les deux clubs ayant terminé à égalité en tête du classement. C'est le premier titre de champion du Chili de l'histoire du club.

## Les clubs participants
| - Deportes Magallanes - Colo Colo - Santiago Badminton FC - Unión Española | - Audax Italiano - CD Santiago Morning - Club de Deportes Green Cross - Santiago National FC |

## Compétition
Le barème utilisé pour établir le classement est le suivant :
- Victoire : 2 points
- Match nul : 1 point
- Défaite : 0 point

### Classement
| Rang | Équipe                       | Pts | J | G | N | P | Bp | Bc | Diff |
| ---- | ---------------------------- | --- | - | - | - | - | -- | -- | ---- |
| 1    | Deportes Magallanes          | 12  | 7 | 6 | 0 | 1 | 23 | 8  | +15  |
| 2    | Colo Colo                    | 12  | 7 | 6 | 0 | 1 | 23 | 9  | +14  |
| 3    | Santiago Badminton FC        | 9   | 7 | 4 | 1 | 2 | 23 | 12 | +11  |
| 4    | Unión Española               | 6   | 7 | 2 | 2 | 3 | 10 | 13 | -3   |
| 5    | Audax Italiano               | 6   | 7 | 3 | 0 | 4 | 14 | 23 | -9   |
| 6    | CD Santiago Morning          | 5   | 7 | 2 | 1 | 4 | 12 | 18 | -6   |
| 7    | Club de Deportes Green Cross | 3   | 7 | 1 | 1 | 5 | 13 | 21 | -8   |
| 8    | Santiago National FC         | 3   | 7 | 1 | 1 | 5 | 10 | 24 | -14  |

|  | Participation à la finale pour le titre |

### Barrage pour le titre
| 5 novembre 1933 | Deportes Magallanes           | 2 - 1 | Colo Colo | Campos Sports de Nuñoa, Santiago |                          |
|                 | Carmona 10e · Lorca 71e (csc) |       | Bravo 6e  | Arbitrage : Carlos Fanta         | Arbitrage : Carlos Fanta |

## Bilan de la saison
| Championnat du Chili de football 1933 |                                                                     |
| Champion                              | Deportes Magallanes (1er titre)                                     |
| Promotions et relégations             |                                                                     |
| Promus en Primera División            | Deportivo Alemán CD Ferroviarios de Chile Carlos Walker Santiago FC |
| Relégués en Segunda División          | Aucun                                                               |